# Hidróxido

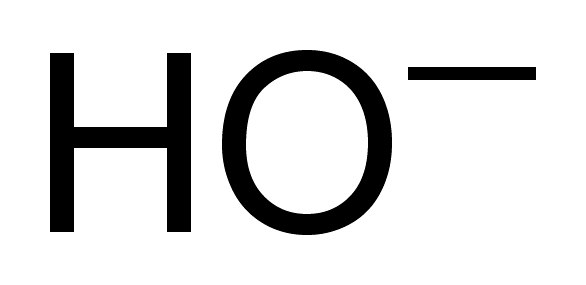
Anión hidróxido.

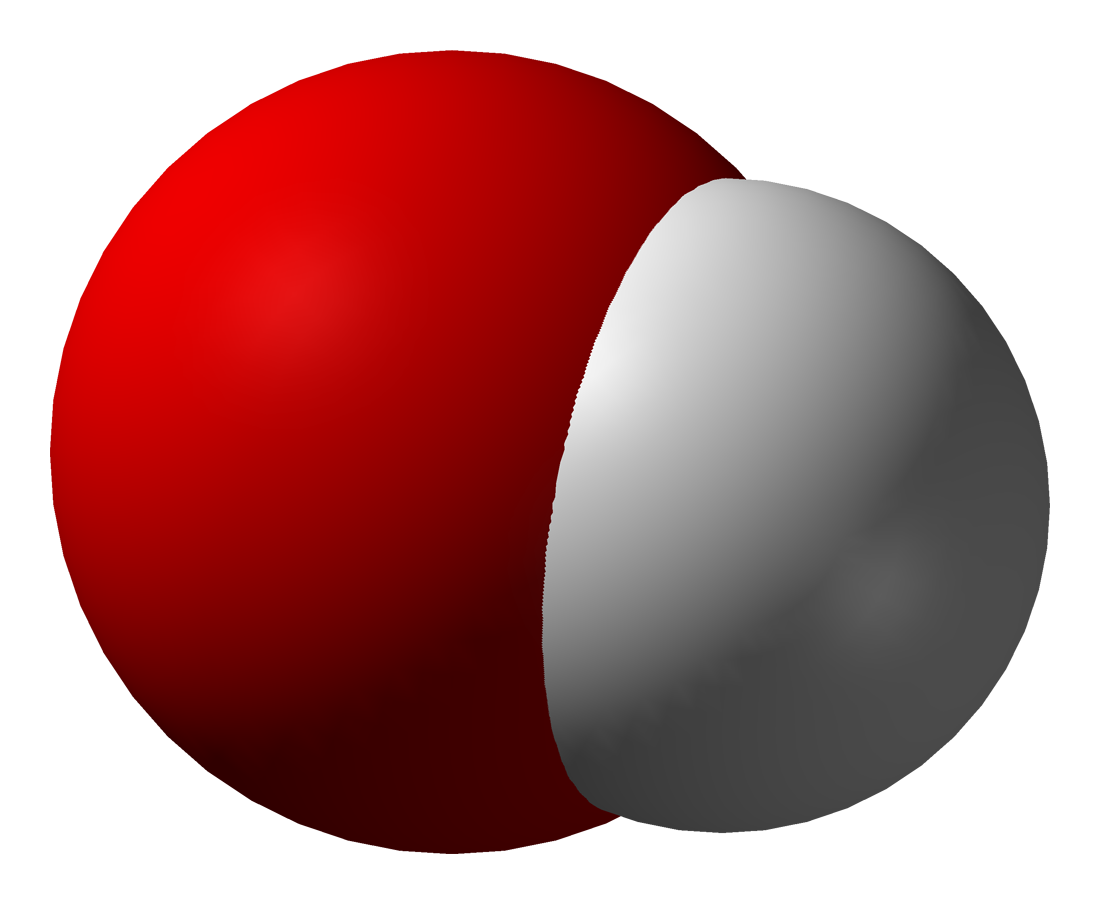
Gráfico del anión hidróxido.

El hidróxido es una combinación derivada del agua tras la sustitución de uno de sus átomos de hidrógeno por la de un metal, se encuentra presente en muchas bases.  
Antiguamente a los hidróxidos de los alcalinos y del amonio se los conocía con el nombre de álcalis, pero este término luego de la implantación de la nomenclatura moderna se lo utiliza más para denominar a cualquier sustancia que presenta carácter alcalino.
En la clasificación mineralógica de Strunz se les suele englobar dentro del grupo de los óxidos, aunque hay bibliografías que los tratan como un grupo aparte.
Los hidróxidos se clasifican en: básicos, anfóteros y ácidos. Por ejemplo, el Zn(OH)2 es un hidróxido anfótero ya que:
- con ácidos: Zn(OH)2 + 2H+ → Zn+2 + 2H2O
- con bases: Zn(OH)2 + 2OH− → [Zn(OH)4]−2

## Ion hidróxido
El ion hidróxido se produce de forma natural a partir del agua mediante la reacción de autoionización:
H3O+ + OH−  2H2O
La constante de equilibrio para esta reacción, definida como
Kw = [H+][OH−] tiene un valor cercano a 10-14 a 25 °C, por lo que la concentración de iones hidróxido en agua pura es cercana a 10-7 mol∙dm-3, para satisfacer la restricción de carga igual. El pH de una disolución es igual al cologaritmo decimal de la concentración de catión hidrógeno; del catión hidrógeno; el pH del agua pura es próximo a 7 a temperatura ambiente. La concentración de iones hidróxido puede expresarse en términos de pOH, que se aproxima a (14 -  pH), por lo que el pOH del agua pura también es cercano a 7. La adición de una base al agua reducirá la concentración de cationes hidrógeno y, por tanto, aumentará la concentración de iones hidróxido (aumento del pH, disminución del pOH) aunque la base no contenga hidróxido por sí misma. Por ejemplo, las soluciones de amoníaco tienen un pH superior a 7 debido a la reacción NH3 + H+  NH+
4, que disminuye la concentración de catión hidrógeno, lo que aumenta la concentración de ión hidróxido. pOH puede mantenerse a un valor casi constante con varias soluciones tampóns.

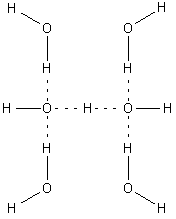
Schematic representation of the bihydroxide ion

En solución acuosa el ion hidróxido es una base en el sentido de la Brønsted-Lowry ya que puede aceptar un protón de un ácido de Brønsted-Lowry para formar una molécula de agua. También puede actuar como base de Lewis donando un par de electrones a un ácido de Lewis. En solución acuosa, tanto los iones hidrógeno como los iones hidróxido están fuertemente solvatados, con enlace de hidrógenos entre los átomos de oxígeno e hidrógeno. De hecho, el ion bihidróxido H
3O−
2 ha sido caracterizado en estado sólido. Este compuesto es centrosimétrico y tiene un enlace de hidrógeno muy corto (114.5 pm) que es similar a la longitud en el ion bifluoruro HF−
2 (114 pm). En solución acuosa el ion hidróxido forma fuertes enlaces de hidrógeno con moléculas de agua. Una consecuencia de esto es que las soluciones concentradas de hidróxido de sodio tienen una alta viscosidad debido a la formación de una extensa red de enlaces de hidrógeno como en las soluciones de fluoruro de hidrógeno.
En disolución, expuesto al aire, el ion hidróxido reacciona rápidamente con el dióxido de carbono atmosférico, actuando como ácido, para formar, inicialmente, el ion bicarbonato.
OH- + CO2  HCO−
3
La constante de equilibrio para esta reacción puede especificarse como reacción con dióxido de carbono disuelto o como reacción con dióxido de carbono gaseoso (véase Ácido carbónico para valores y detalles). A pH neutro o ácido, la reacción es lenta, pero está catalizada por la enzima anhidrasa carbónica, que crea efectivamente iones hidróxido en el sitio activo.
Las soluciones que contienen el ion hidróxido atacan al vidrio. En este caso, los silicatos del vidrio actúan como ácidos. Los hidróxidos básicos, ya sean sólidos o en solución, se almacenan en recipientes herméticos de plástico.
El ion hidróxido puede funcionar como un "enlazador" típico donador de pares de electrones, formando complejos como tetrahidroxoaluminato/tetrahidroxidoaluminato [Al(OH)4]-. También se encuentra a menudo en complejos de ligando mixto del tipo [MLx(OH)y]z+, donde L es un ligando. El ion hidróxido sirve a menudo como ligando puente, donando un par de electrones a cada uno de los átomos que se puentean. Como ilustra [Pb2(OH)]3+, los hidróxidos metálicos se escriben a menudo en un formato simplificado. Incluso puede actuar como donante de 3 pares de electrones, como en el tetrámero [PtMe3(OH)]4.
Cuando se unen a un centro metálico fuertemente retractor de electrones, los ligandos hidróxido tienden a ionizarse en ligandos óxido. Por ejemplo, el ion bicromato [HCrO4]- se disocia de la siguiente manera
[O3CrO-H]-  [CrO4]2- + H+
con un pKa de aproximadamente 5,9.

### Espectros vibracionales
El espectro infrarrojo de compuestos que contienen el grupo funcional OH tienen fuertes bandas de absorción en la región centrada alrededor de 3500 cm-1. La alta frecuencia de vibración molecular es consecuencia de la pequeña masa del átomo de hidrógeno en comparación con la masa del átomo de oxígeno, y esto hace que la detección de grupos hidroxilo mediante espectroscopia infrarroja sea relativamente fácil. Una banda debida a un grupo OH tiende a ser nítida. Sin embargo, la anchura de banda aumenta cuando el grupo OH participa en el enlace de hidrógeno. Una molécula de agua tiene un modo de flexión HOH en torno a 1600 cm-1, por lo que la ausencia de esta banda puede utilizarse para distinguir un grupo OH de una molécula de agua.
Cuando el grupo OH está unido a un ion metálico en un complejo de coordinación, se puede observar un modo de flexión M-OH. Por ejemplo, en [Sn(OH)6]2- se produce en 1065 cm-1. El modo de flexión para un hidróxido puente tiende a estar en una frecuencia más baja como en [(bipiridina)Cu(OH)2Cu(bipiridina)]2+ (955 cm-1). Las vibraciones de estiramiento M-OH se producen por debajo de unos 600 cm-1. Por ejemplo, el ion tetraédrico [Zn(OH)4]2- tiene bandas a 470 cm-1 (Raman-activa, polarizada) y 420 cm-1 (infrarrojo). El mismo ion tiene una vibración de flexión (HO)-Zn-(OH) a 300 cm-1.

## Formulación

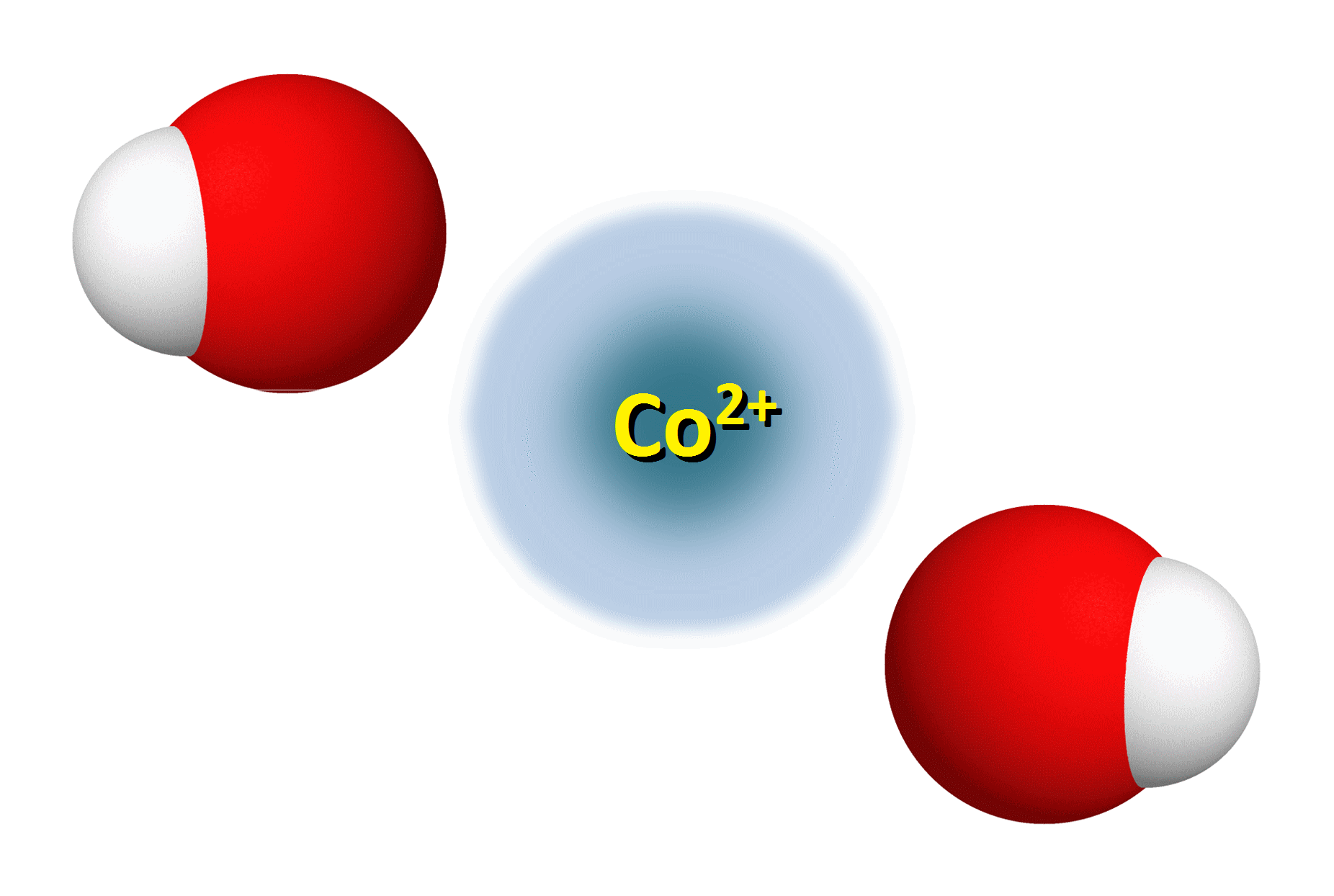
Hidróxido de Cobalto(II)

Los hidróxidos se formulan escribiendo el metal seguido del grupo dependiente con la base de un ion de radical adecuado con hidróxido; este va entre paréntesis si el subíndice es mayor de uno. Dicho de otro modo, se escribe primero el metal y luego el grupo funcional OH, (ion hidróxido, OH-), denominado grupo hidroxilo, que actúa con número de oxidación -1. A este oxidrilo se le coloca de subíndice, si el metal tiene valencia superior a 1, se le pone entre paréntesis : (OH), y se coloca por subíndice, la valencia del metal. Luego se balancea. 
Ejemplo:        óxido básico + agua  → hidròxido
Fe2O3         + H2O   →  Fe (OH)3
El OH tiene de subíndice la valencia del hierro (Fe). Ya se formó la sal; pero aún falta balancear, porque tiene que haber la misma cantidad de cosas de cada lado. Quedaría así:
Fe2O3         + 3H2O   → 2Fe (OH)3
Otro ejemplo:   PbO2 + H2O → Pb (OH)4
En este caso, la valencia del plomo (Pb) es de 4. El plomo no tiene subíndice escrito ya que el subíndice 2 del oxígeno se simplificó con ese cuatro, pasando el 2 del oxígeno a 0 y el 4 del Pb a 2. Para entender porque la subíndice (simplificado) del Pb está en el oxígeno, recordar como se forma un óxido básico. Los óxidos básicos se forman tras la unión de un metal + O2 y los subíndices se cruzan: la valencia del metal pasa como subíndice del O2  y la valencia del oxìgeno (2) pasa como subíndice del  metal).
Nunca confundir el ion hidróxido con el radical hidroxilo.
Las disoluciones acuosas de los hidróxidos tienen carácter básico, ya que estos se disocian en el catión metálico y los iones hidróxido. Esto es así porque el enlace entre el metal y el grupo hidróxido es de tipo iónico, mientras que el enlace entre el oxígeno y el hidrógeno es covalente.
Por ejemplo:
NaOH(aq) → Na+(aq) + OH-
Los hidróxidos resultan de la combinación de un óxido básico con el agua.  Estos compuestos son sustancias que en solución producen iones hidróxido.

## Nomenclatura
La nomenclatura más empleada para los hidróxidos es la de Stock. Se nombran usando la palabra «hidróxido» seguida por el nombre del metal que si tuviera más de un estado de oxidación sería preciso indicar su valencia en números romanos. Por ejemplo, el Ni(OH)2 es el hidróxido de níquel (II) y el Ca(OH) es el hidróxido de calcio.

## Sales básicas que contienen hidróxido
En algunos casos, los productos de hidrólisis parcial de iones metálicos, descritos anteriormente, se pueden encontrar en compuestos cristalinos. Un ejemplo llamativo se encuentra con el circonio (IV). Debido al alto estado de oxidación, las sales de Zr4+ se hidrolizan extensamente en agua incluso a pH bajo. Se encontró que el compuesto formulado originalmente como ZrOCl2·8H2O era la sal de cloruro de un catión tetramérico ZrOCl2·8H2O en el que hay un cuadrado de iones Zr4+ con dos grupos hidróxido que forman un puente entre los átomos de Zr en cada lado del cuadrado y con cuatro moléculas de agua unidas a cada átomo de Zr.
El mineral malaquita es un ejemplo típico de un carbonato básico. La fórmula, Cu2CO3(OH)2 muestra que está a mitad de camino entre el carbonato de cobre y el hidróxido de cobre. De hecho, en el pasado la fórmula se escribía como CuCO3·Cu(OH)2. La estructura cristalina está formada por iones de cobre, carbonato e hidróxido. El mineral atacamita es un ejemplo de cloruro básico, tiene la fórmula, Cu2Cl(OH)3. En este caso la composición es más parecida a la del hidróxido que a la del cloruro CuCl2·3Cu(OH)2. El cobre forma compuestos de hidroxifosfato (libethenita), arseniato (olivenita), sulfato (brochantita) y nitrato. La cerusa es un carbonato de plomo básico, (PbCO3)2·Pb(OH)2, que se ha utilizado como pigmento blanco debido a su calidad opaca, aunque su uso ahora está restringido porque puede ser una fuente de envenenamiento por plomo.

## Espectros infrarrojos de vibración
Los espectros infrarrojos de los compuestos que contienen el grupo funcional OH presentan fuertes bandas de absorción en la región centrada alrededor de 3500 cm-1. La alta frecuencia de vibración molecular es consecuencia de la pequeña masa del átomo de hidrógeno en comparación con la masa del átomo de oxígeno, y esto hace que la detección de grupos hidroxilo mediante espectroscopia infrarroja sea relativamente fácil. Una banda debida a un grupo OH tiende a ser nítida. Sin embargo, la anchura de la banda aumenta cuando el grupo OH participa en un enlace de hidrógeno. Una molécula de agua tiene un modo de flexión HOH en torno a 1600 cm-1, por lo que la ausencia de esta banda puede utilizarse para distinguir un grupo OH de una molécula de agua.
Cuando el grupo OH está unido a un ion metálico en un complejo de coordinación, puede observarse un modo de flexión M-OH. Por ejemplo, en [Sn(OH)6]2− se produce a 1065 cm-1. El modo de flexión para un hidróxido puente tiende a estar en una frecuencia más baja como en [(bipiridina)Cu(OH)2Cu(bipiridina)]2+ (955 cm-1) Las vibraciones de estiramiento M-OH se producen por debajo de unos 600 cm-1. Por ejemplo, el ion tetraédrico [Zn(OH)4]2- tiene bandas a 470 cm-1 (Raman-activo, polarizado) y 420 cm-1 (infrarrojo). El mismo ion tiene una vibración de flexión (HO)-Zn-(OH) a 300 cm-1.

## Aplicaciones
Las soluciones de hidróxido de sodio, también conocidas como lejía y sosa cáustica, se utilizan en la fabricación de pasta y papel, textiles, agua potable, jabones y detergentes, y como limpiador de desagües. La producción mundial en 2004 fue de aproximadamente 60 millones de toneladas. El principal método de fabricación es el proceso cloroalcalino.
Cuando se disuelve en agua una sal de un ácido débil, se generan soluciones que contienen el ion hidróxido. El carbonato sódico se utiliza como álcali, por ejemplo, en virtud de la reacción de hidrólisis
CO2−
3 + H2O  HCO−
3 + OH−       (pKa2= 10,33 a 25 °C y fuerza iónica nula)
Aunque la fuerza de base de las soluciones de carbonato sódico es inferior a la de una solución concentrada de hidróxido sódico, tiene la ventaja de ser un sólido. También se fabrica a gran escala (42 millones de toneladas en 2005) mediante el proceso Solvay. Un ejemplo del uso del carbonato sódico como álcali es cuando la sosa de lavado (otro nombre del carbonato de sodio) actúa sobre ésteres insolubles, como los triglicéridos, comúnmente conocidos como grasas, para hidrolizarlos y hacerlos solubles.
La bauxita, hidróxido básico de aluminio, es el principal mineral a partir del cual se fabrica este metal. Del mismo modo, la goethita (α-FeO(OH)) y la lepidocrocita (γ-FeO(OH)), hidróxidos básicos de hierro, se encuentran entre los principales minerales utilizados para la fabricación de hierro metálico.